# Ваата
Ваата (также известен как ариангулу, лангуло, санья, санье, ваат, васанье) —- идиом кластера оромо, используемый охотниками и собирателями, живущими в низовьях реки Тана, Прибрежная провинция Кении.